# Yamaha XS 650
La Yamaha XS 650 è il primo motociclo con motore a 4 tempi della casa di Iwata, prodotto dal 1970 al 1983.

## Il contesto
Negli Stati Uniti d'America, a partire dal 1963 e per tutti gli anni sessanta, si svolse un acceso dibattito politico che tendeva a varare norme più restrittive nel campo motoristico, al fine di dare soluzione al grave problema dell'inquinamento nelle grandi città. Su questi presupposti, i dirigenti Yamaha incaricati di studiare un modello specifico per il mercato statunitense, stabilirono la priorità di realizzare un motociclo con propulsore a ciclo Otto, ipotizzando la prossima messa al bando degli inquinanti motori a due tempi.
La Yamaha aveva prodotto, cominciando col primo modello "YA-1" e sino ad allora, solo motocicli con propulsori a due tempi, monocilindrici o bicilindrici.
Pur non avendo mai prodotto moto a 4 tempi, la Yamaha poteva vantare una discreta esperienza tecnica, maturata durante la collaborazione con la Toyota per la progettazione del modello "2000GT" del 1965. Le aziende giapponesi concorrenti Honda e Kawasaki erano ormai in avanzato stadio prototipale per i loro primi modelli a 4 cilindri "Four" e "Z1", ispirati alla MV Agusta 600 4C. La Yamaha preferì prendere a riferimento la Triumph Bonneville, un motociclo di grande successo negli USA, anche se tecnicamente vetusto, acquistando il progetto di un motore bicilindrico frontemarcia a 4 tempi dalla Showa, ormai intenzionata ad abbandonare la produzione di motociclette per dedicarsi alla componentistica di settore.
Per inciso, una simile strategia commerciale era già stata tentata dalla Kawasaki, con scarsi risultati, che nel 1966 aveva proposto il modello "W1 650 SS", ispirato alla BSA A7, riciclando un progetto dell'assorbita Meguro.

## La XS1

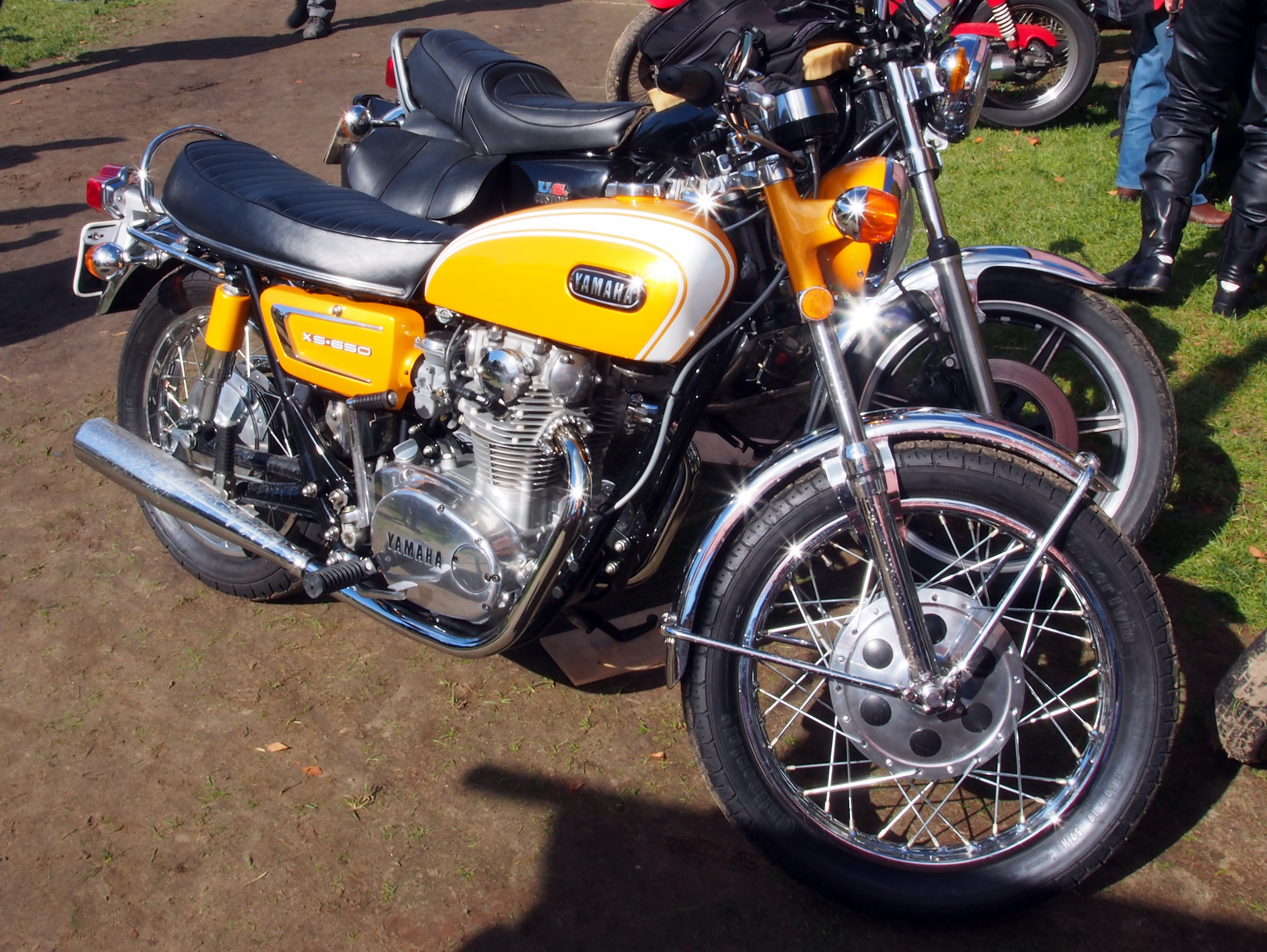
Una "XS1-B" del 1970

Al salone di Tokyo del 1969 fu presentato il prototipo della Yamaha 650 XS, oggi universalmente chiamata "XS1". Lo schema estetico del motore bicilindrico acquistato dalla Showa denunciava chiaramente un voluto riferimento alla "Bonneville", ma vennero apportate notevoli migliorie per eliminare alcune carenze del modello ispiratore. Le modifiche riguardavano principalmente la moderna distribuzione con albero a camme in testa, la trasmissione primaria con ingranaggi, i cilindri in lega leggera e i carter frazionati orizzontalmente, ad evitare trafilaggi d'olio.
Dopo un rapido sviluppo, la "XS-1" fu messa in produzione nel 1970 e immediatamente esportata negli USA. Nonostante l'incoraggiante successo di mercato, vennero studiate nuove migliorie. Pochi mesi dopo, nell'agosto del 1970, la "XS1" scomparve dai listini per essere sostituita dalla "XS1-B" (per il mercato inglese "XS1-F"), che vanta una nuova forcella a steli scoperti e maggiori dimensioni delle feritoie per il raffreddamento del tamburo anteriore.
L'esiguo numero di esemplari inviati in Europa, sia "XS-1" sia di "XS1-B", non permise di valutarne subito le potenzialità commerciali. In Italia veniva venduta, al prezzo di ₤ 982.000 f.i., dall'importatore esclusivo Italjet di Bologna.

## La XS2
Per dare l'assalto al mercato europeo, nel 1971, venne approntata la versione "XS2" con sostanziali modifiche all'equilibratura dell'albero motore, per ridurre le vibrazioni agli alti regimi, e l'adozione del freno a disco anteriore. La moto venne anche dotata di un curioso avviamento elettrico con decompressore comandato a leva che agisce sulla valvola di scarico del cilindro sinistro, dall'uso un po' complicato. Il lancio del nuovo modello fu accompagnato da un'intensa campagna pubblicitaria che aveva come testimonial Jarno Saarinen, allora pilota di punta della Yamaha e accreditato pretendente al titolo iridato nelle classi 250 e 350.
A fronte di un buon successo in Germania e Regno Unito, la "XS2" non raggiunse i risultati sperati in Italia, dove il prezzo di L.1.200.000 f.i., calibrato su quello della Triumph T 120 R Bonneville (L.1.135.000 f.i.), era ben superiore al prezzo della diretta rivale Benelli 650 Tornado (L.980.000 f.f.) e la poneva in concorrenza con maximoto di cilindrata e prestazioni più elevate come la Laverda 750 GTL (L.920.000 f.f.), la Honda CB 750 Four (L.1.280.000 f.i.) e la Moto Guzzi V 850 GT (L.1.145.000 f.f.), senza contare le quasi contemporanee Ducati 750 GT (L.920.000 f.f.) e Moto Guzzi V7 Sport (L.1.480.000 f.f.).
I test effettuati dalle varie riviste specializzate sulla "XS2" rilevarono una strutturalità adatta all'impiego turistico e una buona economia d'esercizio, mentre unanimi furono le critiche verso l'esilità e morbidezza della forcella, oltre al prezzo elevato.

## La TX
Nel 1973 la Yamaha decise di rinominare la "XS2 650" in "TX 650", allo scopo di raggruppare la sua produzione quattrotempistica sotto la sigla "TX" e con una comune veste grafica, dopo la presentazione dei nuovi modelli "TX 500" e "TX 750".
La "TX 650", caratterizzata dal serbatoio arrotondato di maggiori dimensioni viene sostituita nel 1974 dalla "TX 650 A" che vanta notevoli migliorie, consistenti nelle ruote in lega leggera, pneumatici di maggiore sezione, diversi silenziatori e, soprattutto, un nuovo forcellone posteriore. Viene altresì aumentato l'interasse a 1.435 mm e ridotta di mezzo grado l'inclinazione del canotto do sterzo. Si tratta della versione con cui questo modello raggiunge la piena maturità tecnica che verrà mantenuta fino al termine della produzione.

## Le XS B, C, D, E , F e J

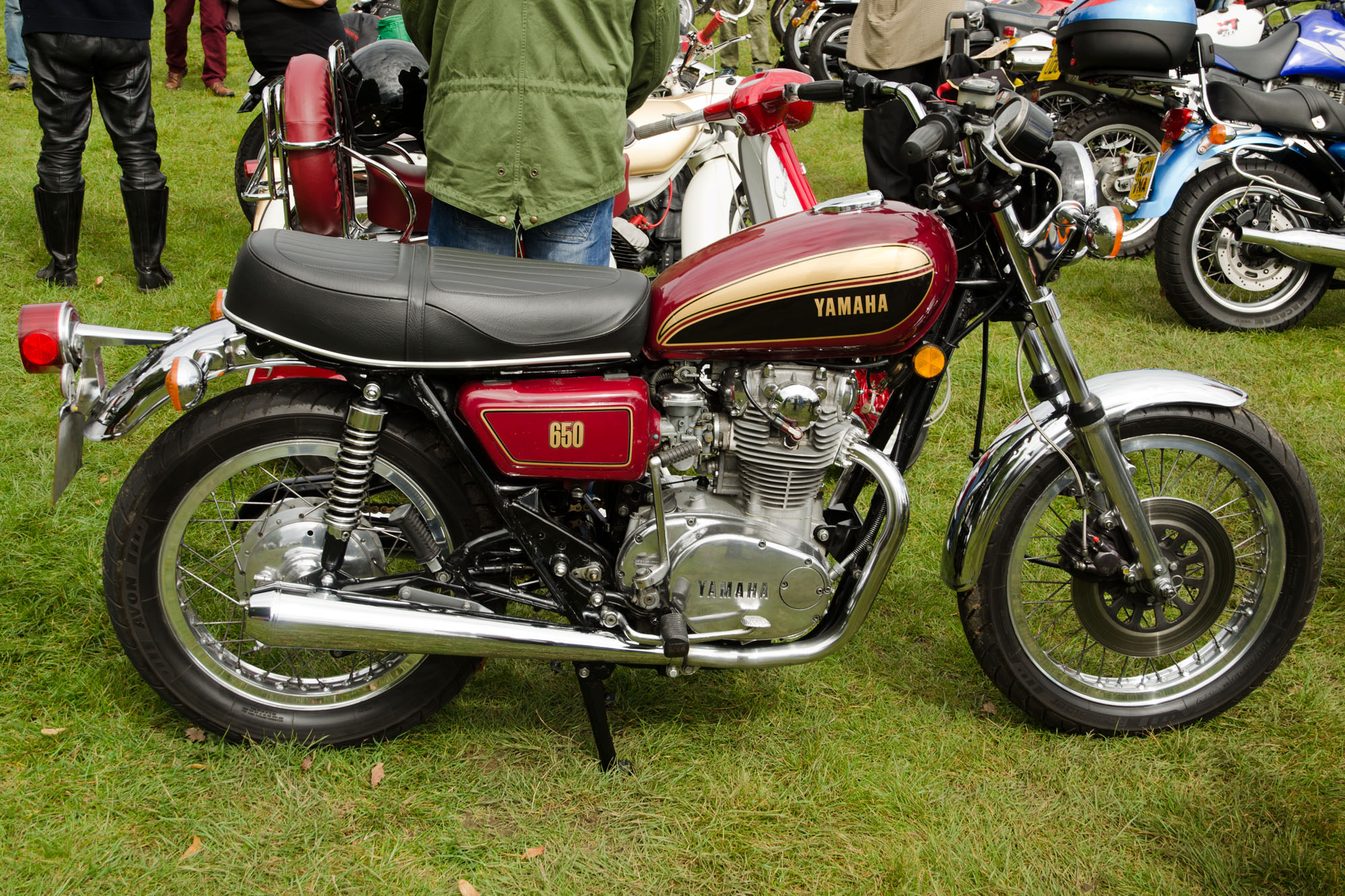
Una "XS 650 D" del 1977

A partire dal 1975 ritorna la sigla "XS" con la versione "XS 650 B", nonostante sia pressoché immutata tecnicamente dispetto alla "TX 650 A". Tale scelta commerciale venne presa in quanto i nuovi modelli "TX 500" e "TX 750" si erano rivelati un grave disastro d'immagine per la casa giapponese. Infatti, a causa di un errore progettuale nel sistema di raffreddamento del lubrificante, i nuovi modelli accusavano pesantissime rotture agli organi della distribuzione, specie nei casi di utilizzo estivo prolungato. 
In conseguenza, vista l'utilità di differenziare il prodotto, si decise di tornare alla vecchia sigla "XS". Fortunatamente per la Yamaha, la solida fama di affidabilità di questo modello riuscì a mantenere importanti quote di mercato nel settore delle maximoto, consentendo alla casa giapponese di evitare il fallimento e di mettere velocemente in produzione nuovi modelli con motore a 4 tempi di varie cilindrate che, non a caso, ebbero tutti la sigla "XS".
Per le successive versioni "XS 650 C" del 1976, "XS 650 D" del 1977, "XS 650 E" del 1978, "XS 650 F" del 1979 e "XS 650 J" del 1980 si registrano solo variazioni estetiche relative a colorazioni, grafiche e modanature, mentre la modifica tecnica di maggior rilievo consiste nello spostamento della pinza freno anteriore sul retro della forcella. Con la versione "XS 650 J", in listino fino al 1982, termina la serie degli allestimenti "Standard", anche definiti "Roadster".

## La XS Special

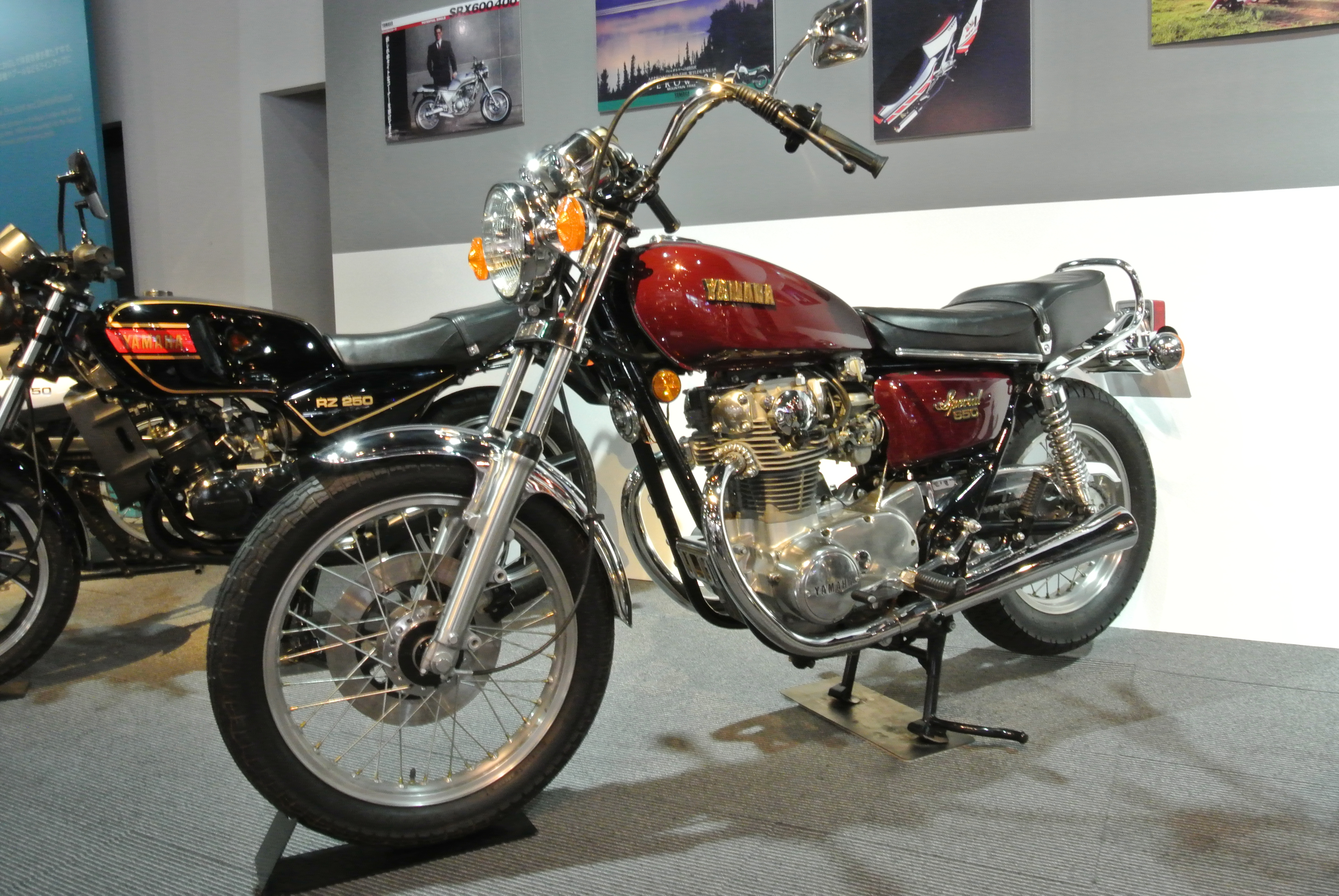
La prima Special "XS 650 SE" del 1978

Nel 1978 la Yamaha tenta di rallentare l'uscita di produzione dell'ormai datata "SX", utilizzandola per soddisfare le richieste di mercato scaturite dalla nascente moda delle "factory custom". Con pochi ritocchi che non inficiano l'equilibrio tecnico raggiunto, viene presentata la "XS 650 SE" prima versione "Special" su base "XS 650 E". 
La trasformazione era stata operata montando un serbatoio più piccolo, una sella a sedute differenziate in altezza e ampio manubrio "a corna di bue", oltre all'adozione delle ruote in lega a razze di diverso diametro e sezione e il freno a disco posteriore. Quasi esclusivamente di ordine estetico le varianti nelle successive "XS 650 SG" del 1980, "XS 650 SH" del 1981, "XS 650 SJ" del 1982 e "XS 650 SK" del 1983. 
L'unica differenza tecnica di rilievo consiste nel ritorno al freno a tamburo posteriore, per le ultime due versioni, con le quali si concluse la produzione del modello "XS", dopo oltre 250.000 esemplari costruiti.